# Angerona luteosordida
Angerona luteosordida là một loài bướm đêm trong họ Geometridae.